# 家電レンタル
家電レンタル(かでんレンタル)とは、家庭用電気機械器具をレンタルするサービス。家具もレンタルできる場合がある。
単身者向けの白物家電を中心とした品揃えである場合が多いが、賃貸物件オーナー向けや社宅などを想定した法人向けの場合もある。また実用より試用として短期間高級家電をレンタルするサービスもある。
家電レンタルとは異なるが、育児用品など使用する期間が数年に限られている家庭用品をレンタルするサービスもある。また家電をリースするサービスもある。

## 概要
実用より試用として高級家電を短期間レンタルするサービスや、育児用品など使用する期間が数年に限られている家庭用品をレンタルするサービス、そして法人向けに家電をリースするサービスが以前よりあった。しかし2008年4月のリース会計基準の変更（→日本におけるリース）を切っ掛けに家電レンタルの市場が急激に拡大した。
リース会計基準の変更により社宅用に家電をリースしていた企業の行動が、
1. リースをレンタル（オペレーティング・リース）に変更する
2. リースしなくなり、家電は社宅に入る社員が自前で用意するようになる

と予想された。
前者はオペレーティング・リースへの借り換え需要を見込んで取り扱いを開始。またクレジットカード大手のクレディセゾンが家電量販店大手のヤマダ電機と提携する大型の新規参入があった。
後者では総合レンタル業者である株式会社サークランドが家電の取り扱いを、家電リース業者である株式会社シティブレインが個人向けに家電レンタルの取り扱いを開始し、また家電レンタルを専業とする株式会社あるるが起業して新規参入した。そして同年9月のリーマン・ショックによる景気後退により各企業の経費節減と個人消費の冷え込みが重なり需要が急増したことで翌2009年には引越業者であるダック引越センター（アートバンライン株式会社引越事業部）、運送業者のヤマトホームコンビニエンス株式会社、家電メーカー子会社の東芝コンシューママーケティング株式会社、総合レンタル業者のアコムレンタル株式会社など様々な業界からの新規参入が集中し、テレビや新聞、週刊誌で特集が組まれたりヤマトホームコンビニエンス株式会社のテレビCMが流れるなどして急激に家電レンタルというサービスの知名度が向上。特に参入業者の少ない初期には、実際には企業向けのリース契約であっても十把一絡げに紹介するなどの業者数の水増しがあったことも「知っている人は既に知っていた賢い節約術がリーマン・ショック後の不況で注目を集めたもの」との印象を与え利用者の急増に一役買った。またそれに対応してホームページやパンフレットなどに、家電レンタル業の開始とは異なる「創業何十年」といった表記が見られるようになった。

## 特徴の分類

### 新品ベースと中古ベース
注文すると新品が納品される新品ベースと、そのままだと中古品が納品される中古ベースとがある。
中には新品ベースでも中古を、或いは逆に中古ベースでも新品を納品するように指定できる家電レンタル業者がある。その場合には、新品ベースで中古を指定したら料金値引が、中古ベースで新品を指定したら追加料金が発生するのが一般的である。
中古ベースであっても家電を自社管理している場合は、新品を指定しなくても新品が納品される場合がある。
新品ベースであっても#メーカー系や#家電量販店系、#ファイナンス系の場合は中古を指定できない家電レンタル業者がある。また新しく買ってくるのでメーカーや型番などを指定できる場合もあるが、メーカー系では他メーカーは指定できないなど、必ずできるわけではない。
中古ベースの場合には、経年劣化による故障や破損であれば無償交換する家電レンタル業者が多い。新品ベース、あるいは中古ベースの場合でも新品納品を指定したり新品を指定しなくても新品が納品された場合には、経年劣化による故障や破損であっても無償交換はしない家電レンタル業者が多い。また経年劣化によるもの以外の故障や破損の場合には新品中古に関わらず交換しない、もしくは有償、場合によっては弁償とする家電レンタル業者がある。

### 個別制とパック制
家電を一点ずつ選んでその合計をレンタル料とする個別制と、単身者向けの白物家電を中心とした何点かをパックにしたレンタル料が定められていてそれ以外の家電が必要ならば一点ずつ選んで追加レンタル料とするパック制がある。
パック制の場合、パックの中の家電は必ずレンタルすることになる。

### 地方対応と全国対応
特定の都道府県市区町村や近隣県のみにサービスを行なう地方対応と、日本全国にサービスを行なう全国対応とがある。
全国対応であっても離島には対応していない、あるいは全国対応と謳っていながら沖縄県には対応していない家電レンタル業者がある。
対応地域の違いはレンタル期間中に不意の引越を行なう場合などに、引越先でもそのまま家電を使い続けられるか解約して返却しなければならないかの差となる。
逆に全国対応の場合は三大都市圏を始めとした主要都市とそれ以外とで対応状況に差があり、地元の地方対応の家電レンタル業者の方が納期が短い、運送費が安い、トラブルの時の対処が早いなどの優位性がある。

### 設置や分解
納品時に玄関先まで持ってくるだけか、指示する場所まで運んでくれるか、すぐに使える状態にまでしてくれるかという違いがある。追加料金が必要になる場合もある。
また返却時にも同様に使っていた状態から分解、梱包して運んで行く、梱包できるように分解しておく必要がある、梱包までしておかないと持って行ってくれないなどの場合があり、追加料金が必要になる場合もある。

### 一括払と月額払
レンタル料の全額を一括して前払いする一括払と、月額レンタル料が定められていて毎月それを支払う月額払がある。
さらに月額払では、初期費用が掛からない（乃至は月額レンタル料と同額の）家電レンタル業者と、月額レンタル料とは別に初期費用が掛かる家電レンタル業者がそれぞれある。
レンタル期間によって一括払か月額払かが異なる家電レンタル業者があり、またクレジットカードで決済する場合に限り月額払にできる家電レンタル業者や、逆に月額払の場合にはクレジットカードのみとするなど、支払方法に制限を設けている家電レンタル業者もある。

### 初期費用の支払時期
一括払の場合、および月額払でレンタル開始後一ヶ月経過する前に支払いが発生する家電レンタル業者の場合、その支払時期に違いがある。
- 納品後に支払う
- 納品時に代金引換など手渡しで支払う
- 納品前営業日までに支払う
- 支払いが確認されるまで家電の確保や納品日の決定が行なわれない

などがある。

### 支払方法
可能な支払方法には代表的なものが何種類かある。複数の中から任意に選択できる家電レンタル業者が多いが、中には#一括払か月額払かや#初期費用の支払時期によって選べる支払方法が制限される家電レンタル業者もある。
代表的な支払方法には、
- 代金引換
- クレジットカード
- 振込
- 口座自動振替

がある。これら以外にもコンビニ決済の払込票を発行したり、電子マネーでの支払いができる家電レンタル業者もある。

### 違約金の有無
契約締結時に決定したレンタル期間に至る前に中途解約する場合に違約金などを請求される家電レンタル業者がある。レンタル期間が長くなるほど月額料金が安くなる家電レンタル業者に多い。
特に一括払の場合に、契約締結時に「違約金はない」と言いながらも実際に中途解約すると残金全額を違約金として返金しない家電レンタル業者がある。
また申込後レンタル開始前にキャンセルした際にもキャンセル料を要求する家電レンタル業者がある。

### 契約終了時の買取
契約終了時に借主が希望すればそれまでレンタルしていた家電をそのまま買い取れる家電レンタル業者がある。古物商許可を持つ家電レンタル業者の場合は買い取れる場合が多い。
買い取る際の価格は各家電レンタル業者によって大きく異なる。
無料単に回収しないだけ。
家電毎に固定基準各家電別に固定の売却価格が設定されているもの。
レンタル料金基準売却価格が月額レンタル料金の何倍、と設定されているもの。何等かの条件（レンタル期間など）によって月額レンタル料金が変わる家電レンタル業者でしかありえない。
残存価額基準減価償却後の残存価額に基づいて売却価格が決定されるもの。ただし本当に帳簿に載っている残存価額であるか否かを確認する方法はなく、帳簿を見せるよう要求することはできない。
古物売買基準古物商許可を持つ家電レンタル業者が古物商としての値付けをするもの。相場や景気、流通量やその時点での同種商品の在庫数、その後何年間貸し出せる見込みか、などに基づいて恣意的に決定される。

## 事業者の種類
母体となっている事業者により、#特徴の分類別にそれぞれの傾向が分かれる場合がある。これらの他に母体を持たない独立系の家電レンタル業者もあるが、2008年から2015年現在まで一社しか存在していない。
一見すると下記のいづれかに見えるが、実際には他の家電レンタル業者を紹介するだけの代理店である場合がある。その場合には記載の特徴がない場合がある。一般に代理店は紹介を行なうだけで仲介を行なう権限を持たないが、家電レンタル業者に対し借主が代理店を代理人として委任することを明確にすれば、以降の打ち合わせや立会などを代行することもできる。ただし委任することを明確にする方法は家電レンタル業者によって異なり、印鑑登録証明書と共に記名捺印のある委任状が要求される場合もあれば、電話や電子メールなどにより借主本人が委任の意思を伝える必要がある場合や、単に代理店が委任されている旨を告げるだけで済む場合もある。

### ファイナンス系
ファイナンス業者のグループ会社や提携会社。また同時に#メーカー系や#家電量販店系である場合が多く、元々家電リース業者であった場合がある。
- #新品ベースである場合が多い。
- #契約終了時の買取が比較的安価で行なえる場合が多い。
- 契約内容がレンタル契約ではなくリース契約である場合がある。

### メーカー系
メーカーのグループ会社や提携会社。同時に#ファイナンス系である場合がある。
- #新品ベースである場合が多い。
- 品揃えが単一メーカーに偏っている場合がある。（→#新品ベース）

### 家電量販店系
家電量販店のグループ会社や提携会社。同時に#ファイナンス系である場合がある。
- #新品ベースである。
- メーカーや型番などを指定できる場合が多い。（→#新品ベース）

### 引越業者系
引越業者や引越も扱う運輸業者が、新居で必要になる家電や家具をレンタルするもの。同時に#ファイナンス系であったり#リサイクルショップ系であったりする場合がある。母体となる運輸業者の対応地域がそのまま#対応地域になる。
- 引越と同時に納品返却となるので、別途家電レンタル用の立会や時間調整の打ち合わせが不要で、時間帯が合わないなどのトラブルがない。
- 家具家電の設置のプロがやってくれるので安心。
- 輸送や設置の費用が引越費用に合算して請求されるので見積もりや支払いが一度で済む。

など利便性が高い特徴がある。

### 不動産会社系
不動産会社やそのグループ会社。ただし家具家電付き物件として案内される場合は、家電レンタル業者ではなく不動産所有者が所有する家具家電である場合がある。
- #中古ベースである場合が多い。
- 管理物件であるか否かで#対応地域が定まることから、近隣に支店があり社員が常駐している場合が多い。

また、
- 不動産契約と同時に家電レンタルの契約を行なえる。
- レンタル料を家賃に合算して払える。
- 納品の際の立会を代行してもらえるので納品日の融通[注釈 4]が利く。
- 返却は置いて出ていくだけでよい。

など利便性が高い特徴がある。

### 総合レンタル系
イベント用品などのレンタルを行なっていた会社が家電も取り扱うようになったもの。自己で倉庫を構えていることから家電を自社管理していて、#中古ベースである家電レンタル業者が多い。
イベントの大半が一日以下から数日以内と短期間であり、また例えば屋形テントなどの設営方法が一般には知られていないこともあり、フットワークが軽く専門的な輸送設置部署を設けている場合が多い。これにより輸送や設置が安価（または無料）で短納期である場合が多い。

### リサイクルショップ系
リサイクルショップが取り扱い商品をレンタルするようになったもの。あるいはそのグループ会社や提携会社。自己で倉庫を構えていることから家電を自社管理していて、必ず#中古ベースであり#契約終了時の買取が可能。特に家電製品の修理に関して専門性の高いスタッフがいる場合がある。
地元のリサイクルショップが副業として狭い#対応地域で展開することが多い。グループ会社や提携会社が実際のレンタル業者で、リサイクルショップは家電の調達と輸送だけを担当している場合もある。売却時に用いるのと同じ自前の輸送法で輸送や設置を行なうことから、輸送や設置が安価（または無料）で短納期（即日など）の場合が多い。また経年劣化による故障や破損であっても交換などをしない場合がある。
特にリサイクルショップ自体が直接の家電レンタル業者である場合には、実際にレンタルする家電の現物を目で見て指さして選べる特徴がある。また契約内容がレンタル契約ではなく古物商としての「再売買予約付販売契約」である場合があり、その場合には契約時の制約（身分証明や保証人など）が比較的少ない。